# جاولينغ

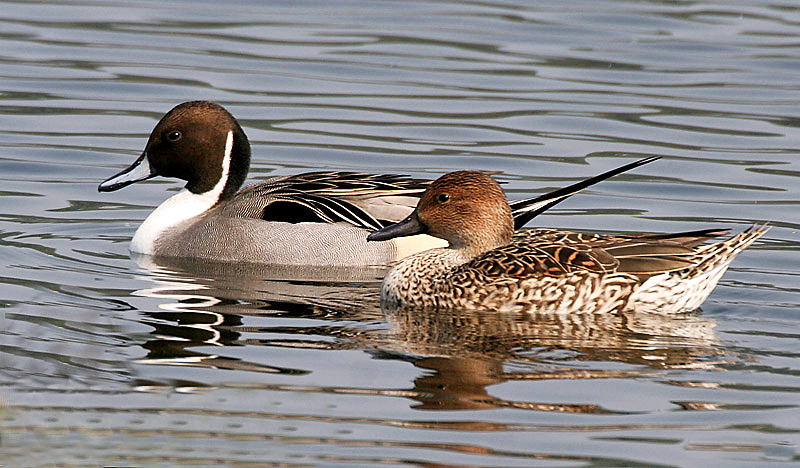

الحظيرة الوطنية لجاولينغ محمية طبيعية للطيور تقع في الجنوب الغربي لموريتانيا تستقبل سنويا 230000 نوعا من الطيور تتوزع على 105أنواع من الطيور المائية وتضم أنواع مهاجرة من أوروبا ومن أفريقيا الاستوائية وكذلك أنواع مقيمة (مستوطنة).

## الموقع
تقع الحظيرة الوطنية لجاولينج في أقصى الجنوب الغربي للجمهورية الإسلامية الموريتانية في مقاطعة كرمسين بولاية الترارزة على الضفة اليمنى لدلتا نهر السنغال

## الإنشاء
تم إنشاء الحظيرة لجاولينغ في العام 1991 لمواجهة التأثيرات السلبية على البيئة التي نجمت عن إقامة سد دياما على نهر السينغال وقد تمثلت تلك التغيرات في تدمير كل الأنظمة البيئية مما نجم عنه اختفاء أو انقراض جميع الحيوانات والنباتات التي كانت موجودة في المنطقة.

## استعادة الأنظمة البيئية
ومن العام 1994 بدأت استعادة الأنظمة البيئية وقد عاد الغطاء النباتي وازدادت أعداد الطيور (في العام 1991 عدد الطيور كان 3 طيور -في العام 2010 بلغ 237000 طير)هذا بالإضافة إلى نمو نباتات جديدة من الأكاسيا وغابات المنغروف والأسماك بشقيها أسماك المياه العذبة وأسماك المياه المالحة وتزايد عدد الخنازير البرية حيث بلغت 5000 خنزير والتماسيح تقدر اعدادها ب 120 تمساح
بالإضافة إلى الزواحف الأخرى كالثعابين والسحالي

## المساحة
تبلغ مساحتها المركزية 16000هكتار وتبلغ مساحتها مع الملحقات 50000 هكتار